# 香嵐渓
香嵐渓（こうらんけい）は、愛知県豊田市足助町にある、矢作川支流の巴川がつくる渓谷。紅葉やカタクリの花などで知られ、秋は観光地として賑わう。

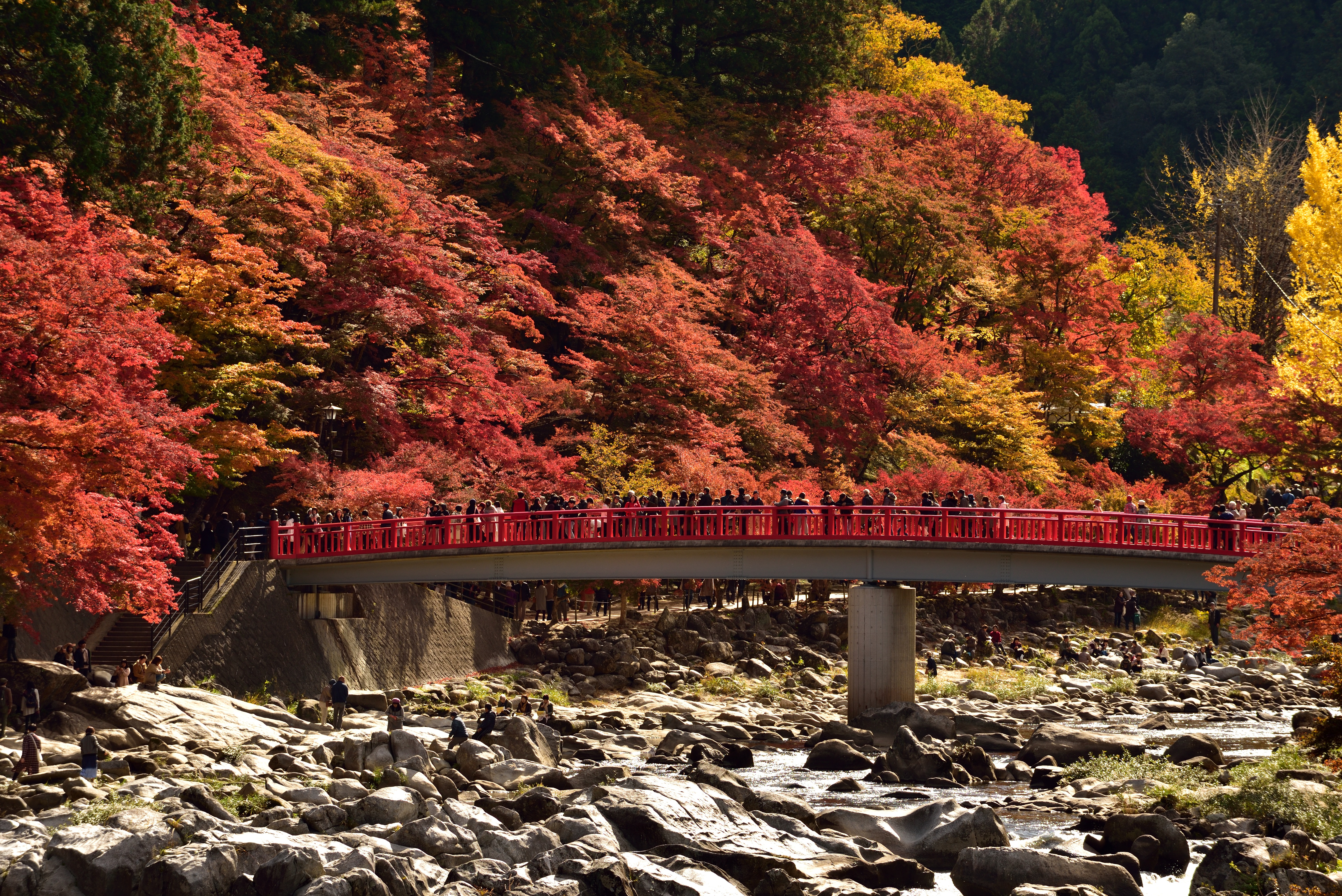
秋の香嵐渓と待月橋

## 歴史
1634年（寛永11年）に足助にある香積寺の三栄和尚が、巴川から香積寺に至る参道にカエデやスギの木を植えたのが始まりとされる。さらに、地元住民などの手によって数多くのカエデが植え足されたり、散策道がつくられるなどして現在のようになっている。また、香嵐渓のシンボルとも言える待月橋（たいげつきょう）が命名されたのは1953年（昭和28年）。その後3回の掛け替えを経た後、2007年（平成19年）に新たな橋となった。

## 名前の由来
1930年（昭和5年）に、当時の住職と町長が大阪毎日新聞社社長の来町の際に命名を求め、「飯盛山からの薫風は、香積寺参道の青楓を透して巴川を渡り、香ぐわしいまでの山気を運んでくる。山気とは、すなわち嵐気也」から“香嵐渓”という名が付いた。

## 交通
交通案内・アクセス情報
下記所要時間は、通常時の所要時間である。もみじ祭りの期間中の特に日曜・祝日は足助中心部の国道153号（飯田街道）で激しい渋滞が発生する。

### 公共交通機関
名鉄
- 東岡崎駅（名古屋本線）下車、名鉄バスで「香嵐渓」バス停下車（乗車時間約70分）。
- 豊田市駅（三河線）下車、名鉄バスで「香嵐渓」バス停下車（乗車時間約50分）。
- 猿投駅（三河線）下車、とよたおいでんバス さなげ・足助線で「香嵐渓」バス停下車（乗車時間約40分）。
- 浄水駅（豊田線）下車、とよたおいでんバス さなげ・足助線で「香嵐渓」バス停下車。

愛知環状鉄道・愛知環状鉄道線
- 四郷駅下車、とよたおいでんバス さなげ・足助線で「香嵐渓」バス停下車（乗車時間約40分）。
- 香嵐渓もみじ祭りの期間は、八草駅（愛知環状鉄道・愛知環状鉄道線、愛知高速交通東部丘陵線（リニモ））より臨時バスが運行される（運行はオーワ）。

### マイカー
- 東名高速道路「名古屋IC」からグリーンロード（県道60号・県道6号）経由「力石IC」より、国道153号（飯田街道）で約20分。
- 東海環状自動車道「豊田勘八IC」下車。国道153号（飯田街道）で約20分。豊田東JCT方面からの場合は「鞍ヶ池PAスマートIC」または「豊田松平IC」で下車してもよい。東海環状自動車道で最も香嵐渓に近いICは、鞍ヶ池PAスマートICである。

## ギャラリー
- 香嵐渓の紅葉
- 夏の香嵐渓
- 待月橋
- 三州足助屋敷
- 香嵐渓の川沿いの商店
- 香嵐橋

## 周辺

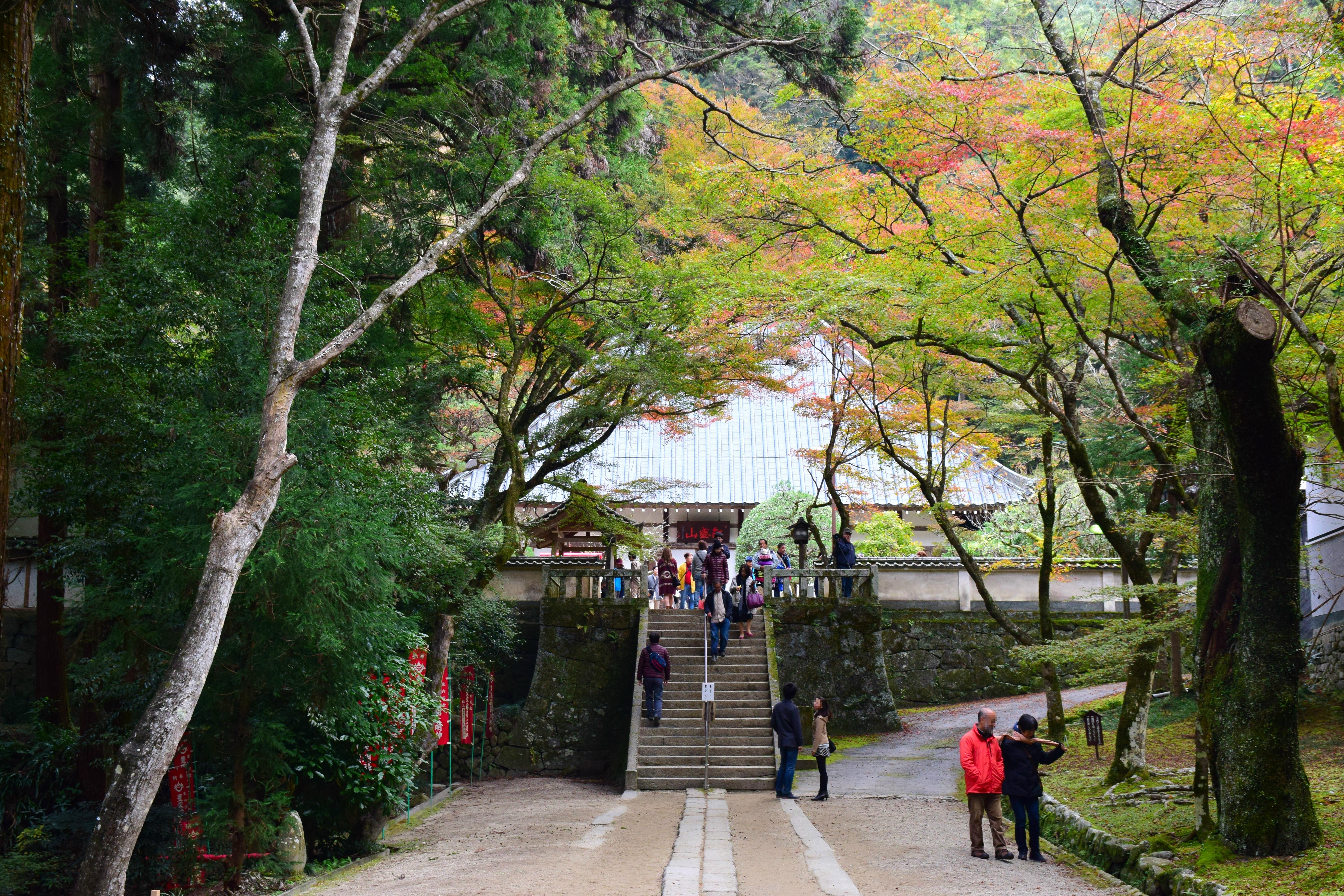
香積寺

- 足助八幡宮
- 足助神社
- 香積寺
- 三州足助屋敷
- 風天洞（岩戸山観世音寺）
- 真弓山城（城跡公園足助城）
- 百年草